# Шрути (музыка)
Шру́ти (санскрит श्रुति, англ. śruti, shruti) , в индийской классической музыке — наименьший интервал, который ухо человека способно воспринять, а музыкант (певец, инструменталист) способен воспроизвести. В отличие от европейской музыки, где ход на полутон (наименьший интервал в этой традиции) может означать переход от одной ступени звукоряда к другой, шрути в древнеиндийской музыке не имел ступенного значения, но понимался как элементарная единица звукорядной конструкции: расстояния между ступенями (svara) звукоряда измерялись тем или иным количеством шрути. Современные индийские исполнители классической музыки понимают шрути как неоднозначный по величине микроинтервал, используемый для орнаментики некоторых «базовых» ступеней ладового звукоряда.

## Краткая характеристика
Согласно большинству индийских источников (старинных и современных), октава состоит из 22 шрути. Древнейшие трактаты не приводят математически точных измерений шрути, ограничиваясь эмпирическими «суждениями слуха». Например, автор Натьяшастры (II в. н.э.) Бхарата описывает ступени  двух ходовых звукорядов, определяя интервалы между соседними ступенями через количество шрути:
Примечание. Ступени октавного звукоряда (svara, swara) традиционно передаются уникальными слогами (Sa, Re / Ri, Ga и т.д.), аналогично (позднейшей) средневековой западной сольмизации:
- звукоряд shadja: Sa 3 шрути Re (Ri) 2 Ga 4 Ma 4 Pa 3 Dha 2 Ni 4 [Sa]
- звукоряд madhyama: Sa 3 шрути Re (Ri) 2 Ga 4 Ma 3 Pa 4 Dha 2 Ni 4 [Sa]

Автор XIII века Шарнгадева по-прежнему не приводит математических расчётов для шрути, ограничиваясь утверждением, что это — наименьший интервал, который может распознать слух. Согласно некоторым старинным текстам, например, Натьяшастре и анонимному персидскому «Ghunyat al-Munya» (1374), шрути равны между собой. Согласно музыковедам XX века, в том числе проводившим экспериментальные замеры, шрути неравны по величине. 
В XVII веке, когда в индийской традиционной музыке утвердился 12-полутоновый октавный звукоряд, распределение 22 шрути между ступенями такого звукоряда стало проблемой: индийские авторы (например, Ahobala Pandita, Hrdaya Narayana, Shrinivasa) пытались так или иначе согласовать авторитетную древнюю теорию с современной им иной «звуковысотной» реальностью. Начиная с XVIII века применимость древней концепции Бхараты к позднейшей музыке стала прямо оспариваться; попытки примирить авторитетную древность и современную индийскую музыку не прекратились и в XX веке. 
В музыкальной практике XX – начала XXI веков «шрути» называют неоднозначный (не заданный однозначно по высоте) микрохроматический интервал, отклоняющий ступень от её «приписанной» высоты, в просторечии – «музыку между нот». Индийские музыканты говорят, например, о шрути-понижении (komal) ступени Ga в раге «Darbari», ступени Ni в раге «Bhimpalasi», ступени Re (Ri) в раге «Bhairav». 
Шрути как элемент орнаментирования мелодии типологически родствен «грязным тонам» (англ. dirty tones) в афроамериканском блюзе, экмелике в макаме и в современных интерпретациях византийского церковного распева, и т.п.

## Другие значения термина
Словом «шрути» в южноииндийской карнатической традиции называется бурдон (один тон, квинта, квинтоктава), выполняющий функцию своего рода тоники в раге. Специально для ведения бурдона существует индийская ручная гармоника шрути-бокс (также как и танпура).